# František Jahnl
František Jahnl (1813 Heřmanův Městec – 4. listopadu 1879 ? Plzeň) byl český podnikatel, statkář a majitel dolů v okolí Mirošova, významný měšťan Plzně a spoluzakladatel místního Prvního akciového pivovaru.

## Život

### Mládí
Narodil se Josefovi a Anně Jahnlovým v Heřmanově Městci u Chrudimi roku 1813. Oženil se s Markytou Garkišovou z Bochova, ve 40. letech 19. století si ve Svinné u Rokycan pronajal velkostatek a usadil se zde. Roku 1847 nechal v obci Doubí postavit mohylu s křížem. Roku 1852 se jim narodil syn Bedřich.

### Majitel dolů

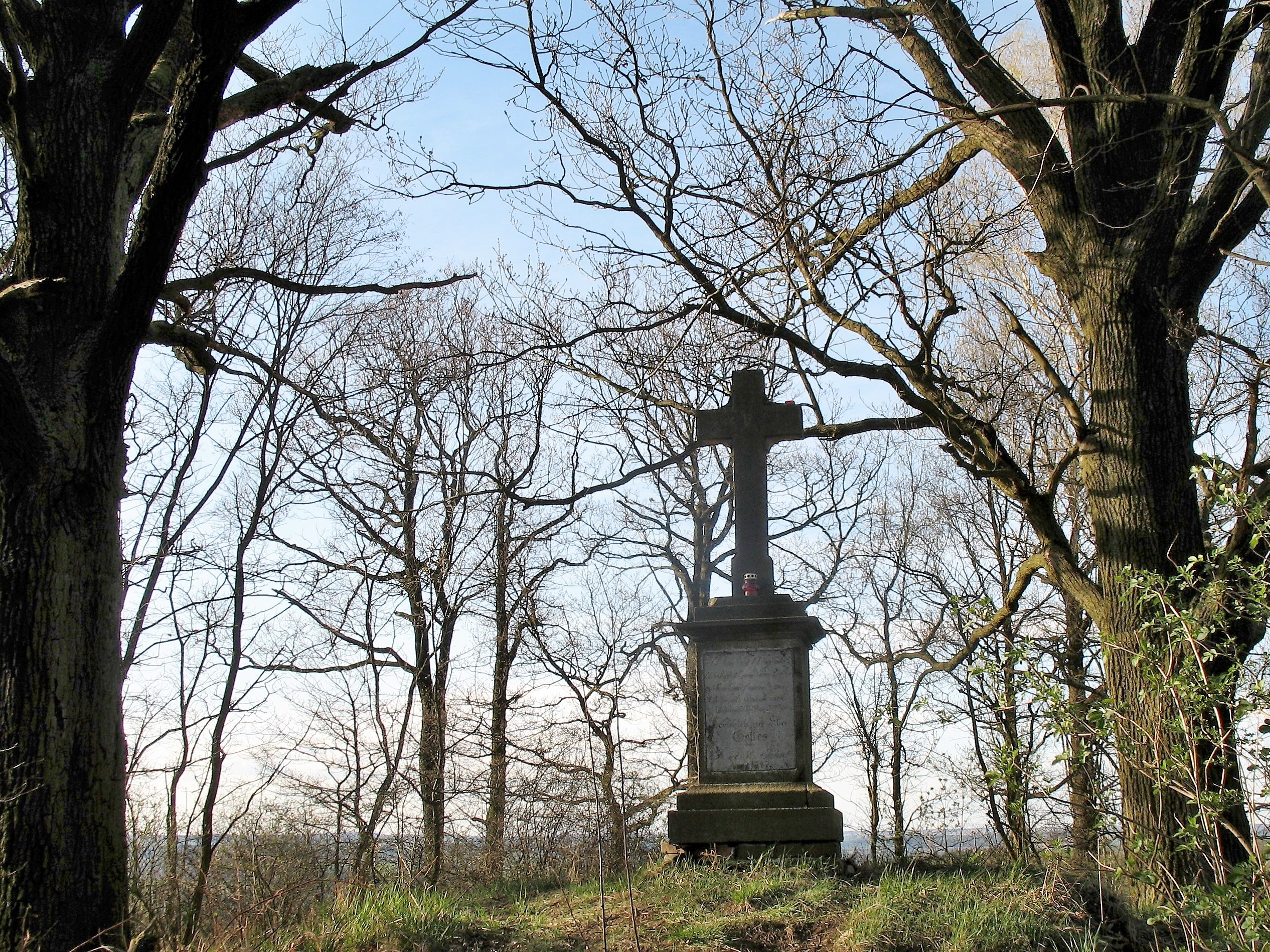
Kříž u Doubí z roku 1847 pořízený Františkem Jahnlem

Obchodně se spojil s podnikatelem Adolfem Grimmem a roku 1855 odkoupil od statkářů v okolí Radnic práva pro těžbu čerstvě objevených ložisek černého uhlí, kterou dále rozšířili také do Horek u Mirošova, který se díky tomu stal městysem a začal hospodářsky i populačně růst. Firma zde zbudovala také koksovnu zpracovávající místně vysoce kvalitní uhlí nazývané Černý diamant. Po vstupu kapitálu brněnských bankéřů vznikla roku 1857 společnost Mirošovské kamenouhelné těžařstvo.
Dne 27. května 1869 otevřela důlní společnost nákladní železniční vlečku z Rokycan do Mirošova, (osobní doprava zde byla zavedena roku 1883, roku byla prodloužena společností České obchodní dráhy (BCB) do Nezvěstic). Dopravu zajišťovala společnost Česká západní dráha (BWB) provozující od roku 1862 rokycanské nádraží na trati spojující Bavorsko, Plzeň a nádraží na Smíchově (Praha-Západní nádraží),. Oblasti dominovaly čtyři velké důlní jámy pojmenované křestními ženskými jmény: Leopoldina, Markéta, Bedřiška a Gustavka (Markéta byla nejspíš pojmenována dle Jahnlovy manželky).
25. června 1869 se tou dobou již měšťan Plzně František Jahnl stává spoluzakladatelem Prvního akciového pivovaru v Plzni (pozdější Gambrinus), zakládací komisi předsedal plzeňský průmyslník Emil Škoda. Roku 1877 Jahnl prodal těžařská práva na pozemcích v Libušíně u Kladna společnosti Victoria. Po vytěžení mirošovských ložisek roku 1904 se sem přesunula těžba společnosti Mirošovské kamenouhelné těžařstvo.

### Úmrtí
František Jahnl zemřel 4. listopadu 1879 a byl pochován na Mikulášském hřbitově v Plzni. Tělo bylo uloženo do kaplové neogotické rodinné hrobky poblíž kostela sv. Mikuláše. Hrobka byla během necitelné přestavby hřbitova koncem 60. let 20. století na park přesunuta do jiné části areálu.